# Alma desnuda
Alma Desnuda es una miniserie de televisión boliviana de género dramático, creada por Gonazlo Ruiz Martínez, escrita y dirigida por Héctor Acebo y Sergio Céspedes, producida en el año 2021 en Cochabamba por la Universidad Privada del Valle y transmitida entre el 9 de octubre y el 5 de diciembre de 2021 en ATB.

## Argumento
Alma (Luana Arce) es una joven boliviana de 19 años. Una noche decide dejar La Paz y volver a su natal Cochabamba, cansada de su novio Roberto (Jhoseph Elías), quien la maltrata. Roberto no tardará en ir a buscarla y tratar de convencerla de que retomen la relación. Le promete que cambiará, que la tratará con cariño y le dará mayor libertad; pero Alma duda, no solo porque está cansada de ser reducida a un mero objeto por su expareja, sino también porque comienza a sentir algo más que amistad por una amiga de la niñez, Mila (Alexandra Rocha).

## Elenco
- Luana Arce como Alma Medina
- Jhoseph Elías como Roberto Torrico
- Alexandra Rocha como Camila "Mila" Crespo
- Thay Barbery como David Fernández
- Héctor Acebo como Dr. Acebo
- Fabiana Rodriguez como Pamela Soruco

## Episodios

### Temporadas
|  | 1 | 9 | 9 de octubre de 2021 | 5 de diciembre de 2021 | Red ATB |

### Lista de episodios
| N.º en serie | N.º en temp. | Título                 | Fecha de emisión original |
| ------------ | ------------ | ---------------------- | ------------------------- |
| 1            | 1            | «Sentada en el muelle» | 9 de octubre de 2021      |
| 2            | 2            | «La fosa del león»     | 16 de octubre de 2021     |
| 3            | 3            | «Cierra los ojos»      | 23 de octubre de 2021     |
| 4            | 4            | «Soñando canciones»    | 30 de octubre de 2021     |
| 5            | 5            | «Física sin química»   | 6 de noviembre de 2021    |
| 6            | 6            | «Temblando»            | 13 de noviembre de 2021   |
| 7            | 7            | «Luz de gas»           | 20 de noviembre de 2021   |
| 8            | 8            | «Un pedazo de mármol»  | 27 de noviembre de 2021   |
| 9            | 9            | «Cree en tus alas»     | 5 de diciembre de 2021    |